# 安徽广播电视台经济生活频道
安徽广播电视台经济生活频道，简称安徽经视，是安徽广播电视台旗下的一条电视频道。